# ماركو شتيبرمان
ماركو شتيبرمان (بالألمانية: Marco Stiepermann)‏ (9 فبراير 1991 بدورتموند في ألمانيا - ) هو لاعب كرة قدم ألماني في مركز الهجوم. شارك مع منتخب ألمانيا تحت 16 سنة لكرة القدم ومنتخب ألمانيا تحت 17 سنة لكرة القدم ومنتخب ألمانيا لكرة القدم تحت 18 سنة ومنتخب ألمانيا تحت 19 سنة لكرة القدم ومنتخب ألمانيا تحت 20 سنة لكرة القدم. أما مع النوادي، فقد لعب مع ألمانيا آخن وإنيرجي كوتبوس وبوروسيا دورتموند 2 وبوروسيا دورتموند وغرويتر فورت ويونيون برلين.

## وصلات خارجية
- ماركو شتيبرمان على موقع قاعدة بيانات كرة القدم.إي يو (الإنجليزية)
- ماركو شتيبرمان على موقع بيانات كرة القدم. دي إي (الألمانية)
- ماركو شتيبرمان على موقع Soccerbase.com (لاعب) (الإنجليزية)
- ماركو شتيبرمان على موقع Soccerway.com (الإنجليزية)
- ماركو شتيبرمان على موقع عالم كرة القدم.نت (الإنجليزية)